# Patrício Manuel de Figueiredo
Patrício Manuel de Figueiredo CvC (Portugal) foi um militar e administrador colonial português.

## Biografia
Nasceu em Portugal, viveu no Brasil e retornou a Portugal por autorização de 18 de novembro de 1729, prorrogada em 20 de maio de 1734.
Voltando ao Brasil, foi destacado como capitão de um dos terços da cidade do Rio de Janeiro, em 2 de maio de 1735.
Por ordem da Coroa Portuguesa, foi governador interino da Capitania de Santa Catarina, de 29 de agosto de 1743 a 25 de janeiro de 1744, tendo José da Silva Pais de se ausentar para atender a Colônia do Sacramento.
Enquanto estava no Brasil, recebeu as seguintes patentes militares:
capitão (de granadeiros), atuando no Rio de Janeiro em 23 de maio de 1744; sargento-mor, atuando na guarnição da praça do Rio de Janeiro; tenente-coronel em 14 de março de 1752 (neste posto, assumiu o governo da Capitania do Rio de Janeiro, como interino no governo de Gomes Freire de Andrade) e também o posto de coronel em 23 de outubro de 1758.
Retornou para Portugal e trabalhou no Paço da Madeira em 14 de outubro de 1763. Era cavaleiro da Ordem de Cristo.